# MG 350
MG 350 (укр. ЕмДжі / ЕмГе 350) — п'ятимісний седан класу «C» англо-китайського виробника MG, який на українському ринку представлений під маркою компанії MG Motor. Серійну модель представили на Пекінському автосалоні в 2010 році.

## Опис

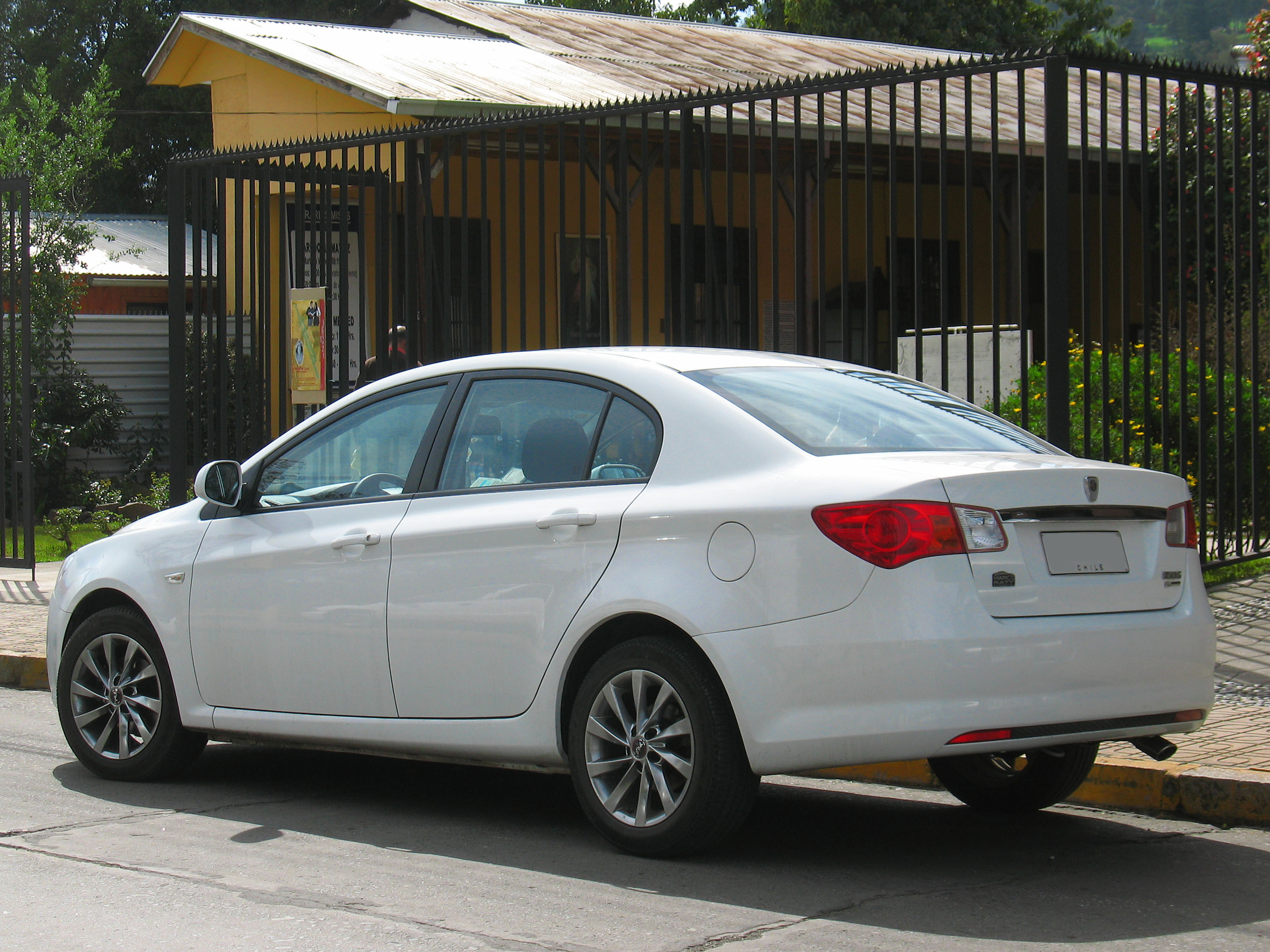
MG 350

У 2012 модель була піддана редизайну, в процесі якого розробники приділили увагу передній частини кузова МГ 350. Автомобіль став оснащуватися оновленою решіткою радіатора і підкоригованою головною оптикою. Передня частина седана отримала більш привабливий повітрозабірник і витягнуті протитуманні фари замість попередніх прямокутних. Седан оснащувався 16-дюймовими сталевими колесами у базовій комплектації STD (Standard) та легкосплавними для виконань COM (Comfort) та DEL (Delux). Габарити MG 350 дорівнюють: довжина — 4521 мм, ширина — 1788 мм, висота — 1492 мм, колісна база — 2650 мм. 
MG 350 комплектувався виключно 1,5-літровим 4-циліндровим бензиновим мотором 15S4U, що був розроблений головним чином в межах англійського філіалу концерну SAIC (SMTC UK) в місті Бірмінгем. Силовий агрегат відноситься до екологічного класу Euro-4 і демонструє витрати палива на рівні 6,8 л/100км у змішаному циклі (для МКПП). Максимальна швидкість руху дорівнює 180 км/год. Мотор MG 350 працює в парі з 5-ступеневою механічною трансмісією розробки SAIC або 4-ступеневою автоматичною коробкою передач (Aisin). Привід - передній.
Технічно седан MG 350 тісно пов'язаний з 5-дверним хетчбеком MG 5 (2012-2016 рр). Вони позиціонувалися як бюджетні моделі С-класу з передньою підвіскою типу McPherson і задньою балкою скручування. Безальтернативний класичний бензиновий двигун об'ємом 1,5 літра 15S4U (109 к.с.) має чавунний блок циліндрів, обладнаний системою зміни фаз газорозподілу VCT (маслокерована муфта на впускному розподільчому валу) і ланцюговим приводом ГРМ. В Україні протягом 2012-2014 років поставок MG 350 та MG 5 виступали як більш прості та доступні альтернативи моделям MG 550 та MG 6, які також грали на полі С-сегменту, однак пропонували розширений список оснащення, комплектувалися 1,8-літровими двигунами і незалежною підвіскою "по колу".
| Модель:                                      | MG 350 1.5                                                        |                                                                   |
| -------------------------------------------- | ----------------------------------------------------------------- | ----------------------------------------------------------------- |
| Тип двигуна:                                 | Рядний чотирьох-циліндровий двигун з чотирма клапанами на циліндр | Рядний чотирьох-циліндровий двигун з чотирма клапанами на циліндр |
| Об'єм:                                       | 1498 см³                                                          | 1498 см³                                                          |
| Потужність:                                  | 109 к.с. (80 кВт) при 6000 об/хв                                  |                                                                   |
| Крутний момент:                              | 135 Нм при 4500 об/хв                                             |                                                                   |
| Максимальна швидкість:                       | 180 км/год (170 км/год*)                                          |                                                                   |
| Викиди CO2:                                  | Євро-4                                                            |                                                                   |
| * з автоматичною коробкою передач Tiptronic. |                                                                   |                                                                   |